# اچ‌ام‌اس آمفیتریت (۱۸۹۸)
اچ‌ام‌اس آمفیتریت (۱۸۹۸) (به انگلیسی: HMS Amphitrite (1898)) یک کشتی بود. این کشتی در سال ۱۸۹۸ ساخته شد.